# Wiskitki
Wiskitki (em iídiche: וויסקיט, Wiskit) é um município da Polônia, na voivodia da Mazóvia, no condado de Żyrardów e na comuna urbano-rural de Wiskitki. A cidade é a sede da comuna de Wiskitki.
Está localizada às margens do rio Pisia Gągolin, a 4 km de Żyrardów e no cruzamento da autoestrada A2 com a estrada nacional n.º 50. Estende-se por uma área de 6,61 km², com 1 404 habitantes, segundo os censos de 2020, com uma densidade de 212 hab/km².
A cidade foi fundada antes de 1349, reatribuindo os direitos de cidade por Sigismundo III Vasa em 1595. Uma cidade real, em 1792, pertencente ao starosta de Guzow, na região de Sochaczew, da voivodia de Rawa. Ela perdeu seus direitos de cidade em 31 de maio de 1870, temporariamente restaurada pelo invasor durante a Primeira Guerra Mundial (1916–1919). A vila recuperou seu estatuto de cidade em 1 de janeiro de 2021.
De 1867 a 1939 foi sede do assentamento único da comuna de Wiskitki, de 1940 a 1954, da comuna de Żyrardów-Wiskitki, com base em Żyrardów, de 1954 a 1972 foi a sede da Gromada Wiskitki, e de 1973 até o presente, é a sede da comuna de Wiskitki.. Nos anos de 1975 a 1998, a cidade pertencia administrativamente à voivodia de Skierniewice.

## História

Antigo brasão de Wiskitek

As primeiras menções de Wiskitki vêm de 1221. O assentamento foi fundado no solar de caça (daí a cabeça de animal e o machado no brasão) na área da atual vila da Velha Wiskitki (Starowiskitki). Ela estava localizada na Floresta Wiskicka, perto da estrada de Rawa para Sochaczew. Posteriormente, foi transferida para sua localização atual e foi chamada de Nova Wiskitki.
Em 18 de fevereiro de 1345, o príncipe piasta Siemowit II de Rawa morreu em Wiskitki. Os seguintes reis caçaram em Wiskitki: Ladislau II Jagelão, João I Alberto e Sigismundo II Augusto.
Os direitos cívicos foram concedidos a Wiskitki pelo rei Sigismundo III Vasa em 1595 (1593), mas provavelmente não foi o primeiro privilégio recebido, porque a partir do século XIV o assentamento foi chamado alternadamente de cidade e vila. Em 1870, Wiskitki perdeu seus direitos municipais.
Durante a Segunda Guerra Mundial, abrigou a sede distrital da Guarda Popular e posteriormente a sede distrital do Exército do Povo (após a guerra, uma placa comemorativa foi colocada no prédio da escola para comemorar esse fato).
A comuna Żyrardów-Wiskitki existiu até 1954. Nos anos de 1975 a 1998, a cidade pertencia administrativamente à voivodia de Skierniewice.

## Monumentos

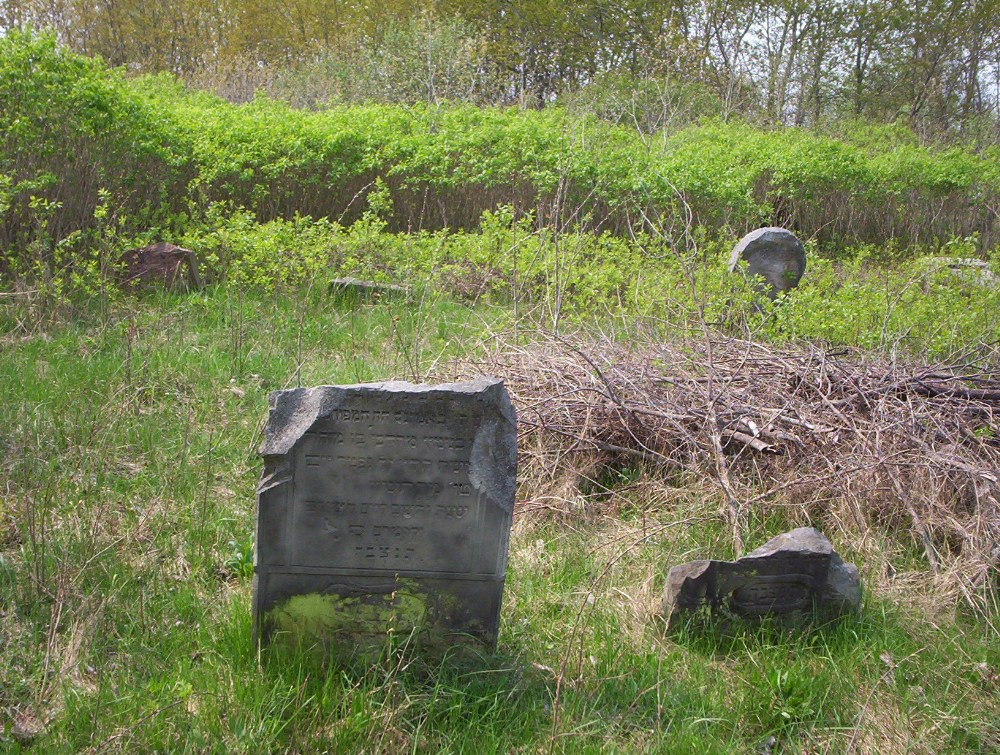
Cemitério judeu

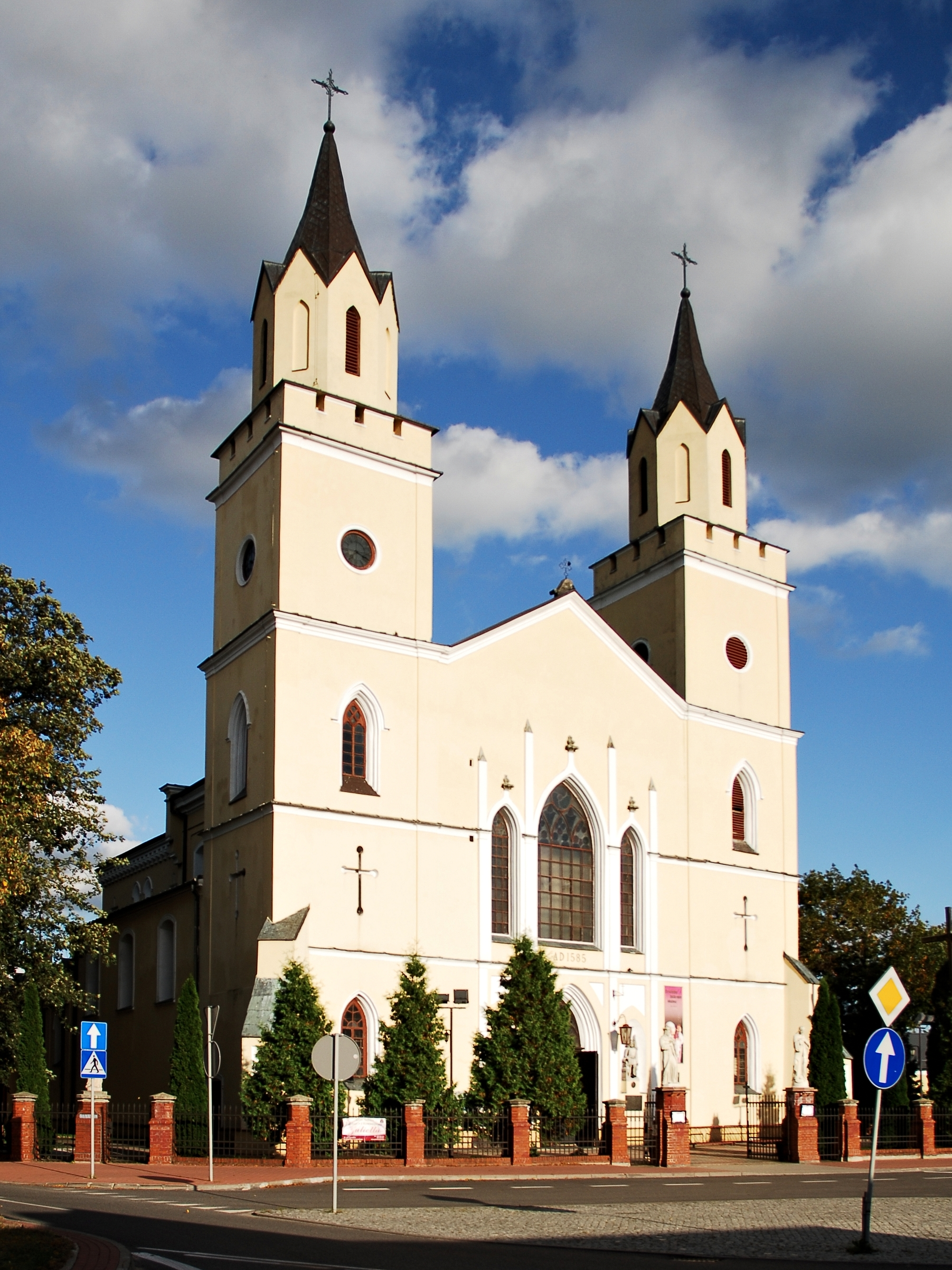
Igreja de Todos os Santos e Santo Estanislau em Wiskitki

- Igreja de Todos os Santos e Santo Estanislau, construída em 1585, posteriormente reconstruída;
- "Cortiço do Conde" do século XVIII na esquina da praça principal. Albergava uma pousada e no século XIX foi convertida em quartel militar;
- Cemitério católico com a capela funerária da família Łubieński (primeira metade do século XIX);
- Cemitério judeu;
- Cemitério de guerra da Primeira e Segunda Guerra Mundial;
- Cemitério protestante do início do século XIX.